# Micrathena digitata
Micrathena digitata är en spindelart som först beskrevs av Carl Ludwig Koch 1839.  Micrathena digitata ingår i släktet Micrathena och familjen hjulspindlar. Inga underarter finns listade i Catalogue of Life.